# Andaeschna andresi
Andaeschna andresi är en trollsländeart som först beskrevs av Racenis 1958.  Andaeschna andresi ingår i släktet Andaeschna och familjen mosaiktrollsländor. Inga underarter finns listade i Catalogue of Life.